# Mali Jovanovac
Mali Jovanovac (cyr. Мали Јовановац) – wieś w Serbii, w okręgu pirockim, w mieście Pirot. W 2011 roku liczyła 119 mieszkańców.